# Anticira (Tesalia)
Anticira (en griego, Ἀντικύρα) es el nombre de una antigua ciudad griega de Tesalia.
Heródoto la menciona como una población situada en el golfo Maliaco, a orillas del río Esperqueo. Estrabón, por su parte, la ubicaba entre los territorios que formaban parte del monte Eta. Anticira era una de las ciudades —junto a otra población llamada también Anticira que estaba situada en Fócide— famosa por el eléboro, un remedio que se consideraba que curaba la locura.